# Евангелос Коровангос
Евангелос Коровангос (на гръцки: Ευάγγελος Κοροβάγκος, 1832- 27 март 1895) е гръцки революционер, водач на Литохорското въстание в Южна Македония от 1878 година.

## Биография
Роден е в първата половина на XIX век в македонската паланка Литохоро, която тогава е в Османската империя. Става старейшина в Литохоро и водеща фигура в борбата за освобождение. По време на Кримската война в 1854 година е сред лидерите на въстанието в Олимп. Участва и в сраженията в Тесалия с Олимпийската чета. През 1878 година по време на Гръцкото въстание в Македония, оглавява бунта в Литохоро и е избран за председател на Временното правителство на Македония, което обявява присъединяването на Македония към Гърция.